# Hexatoma (Eriocera) subsaga
Hexatoma (Eriocera) subsaga is een tweevleugelige uit de familie steltmuggen (Limoniidae). De soort komt voor in het Neotropisch gebied.